# Кадомцев, Иван Иванович
Ива́н Ива́нович Кадо́мцев (10 июня 1921, Верхний Ломов, Пензенская губерния — 8 июня 1982) — командир отделения пешей разведки 93-го стрелкового полка 76-й стрелковой дивизии, сержант.

## Биография
Родился 10 июня 1921 года в селе Верхний Ломов (ныне — Нижнеломовского района Пензенской области). Окончил 10 классов в городе Свердловск. Работал электриком в одном из подразделений Севэлектромонтажа в городе Ленинграде.
В мае 1941 года был призван в Красную Армию Красносельским райвоенкоматом города Ленинграда. На фронте в Великую Отечественную войну с июня 1941 года. Первый бой принял в Белоруссии. Воевал на Западном и 1-м Белорусском фронтах. К осени 1944 года красноармеец Кадомцев — разведчик отделения пешей разведки 93-го стрелкового полка 76-й стрелковой дивизии.
10-12 сентября 1944 года в районе города Рембертув красноармеец Кадомцев, находился в тылу врага в составе группы. Разведчики, столкнувшись с гитлеровцами, в короткой схватке уничтожили 8 вражеских солдат, подбили тягач с орудием и захватили в плен двух офицеров, которые при допросе дали ценные сведения.
Приказом по частям 76-й стрелковой дивизии от 17 сентября 1944 года красноармеец Кадомцев Иван Иванович награждён орденом Славы 3-й степени.
В ночь на 1 февраля 1945 года в районе севернее города Дёйч-Кроне командир отделения пешей разведки того же полка сержант Кадомцев во главе группы разведчиков проник в тыл противника для захвата «языка» и обнаружил вражескую колонну вездеходов с пехотой. Разведчики нанесли внезапный удар. Гранатами и из автоматов уничтожили немало фашистов. Пленив 2 противников, бойцы без потерь возвратились в полк.
Приказом по войскам 47-й армии от 9 февраля 1945 года сержант Кадомцев Иван Иванович награждён орденом Славы 2-й степени.
11 февраля 1945 при освобождении города Дёйч-Кроне Кадомцев во главе отделения ворвался в город и завязал бой за здание, в котором противники разместили пулемётные точки, сдерживавшие продвижение нашей пехоты. Смелыми действиями отделения он заставил замолчать вражеские пулеметы, обеспечив продвижение нашей пехоты без потерь. В уличных боях подавил 2 пулеметные точки, истребил 6 и пленил 4 противников. Был представлен к награждению орденом Отечественной войны 2-й степени.

Памятная доска Кадомцеву Ивану Ивановичу на Аллее славы в городе Нижний Ломов Пензенской обл.

В дальнейшем в составе своего подразделения участвовал в Берлинской операции. 28 апреля 1945 года был тяжело ранен, день Победы встретил в госпитале.
Указом Президиума Верховного Совета СССР от 31 мая 1945 года за исключительное мужество, отвагу и бесстрашие, проявленные в боях с вражескими захватчиками сержант Кадомцев Иван Иванович награждён орденом Славы 1-й степени. Стал полным кавалером ордена Славы.
После войны был демобилизован по инвалидности. Вернулся на родину. Окончил курсы бухгалтеров. В 1946—1947 годах работал бухгалтером в районом отделении связи, с 1948 года — на Нижнеломовской спичечной фабрике прорабом строительного участка.
С 1952 года жил в городе Орджоникидзе. Работал заведующим гаражом в промартели «Кавказ», затем водителем Орджоникидзевском курортторг и на АКТ-1. Скончался 8 июня 1982 года. Похоронен во Владикавказе на Караван-Сарайном кладбище.
Награждён орденами Отечественной войны 2-й степени, Славы 1-й, 2-й и 3-й степеней, медалями.

## Увековечение памяти
- В городе Нижний Ломов Пензенской области, на Аллее славы герою установлена памятная доска.